# إيفان (مغني)
إيفان (بالإسبانية: Iván)‏ هو مغني إسباني، ولد في 17 يوليو 1962 في مدريد في إسبانيا.

## وصلات خارجية
- إيفان على موقع ميوزك برينز (الإنجليزية)
- إيفان على موقع أول ميوزيك (الإنجليزية)
- إيفان على موقع ديسكوغز (الإنجليزية)